# Jeanne Guyla
Jeanne Guyla (?, 1898? - ?) fou una soprano francesa.
Va debutar a l'Opéra-Comique de París l'1 de novembre de 1922 com a Micaela a Carmen. La Temporada 1930-1931 va cantar al Gran Teatre del Liceu de Barcelona.